# Louis Botha
Louis Botha (Greytown, 1862. szeptember 27. – Pretoria, 1919. augusztus 27.) búr katonatiszt, politikus, majd a később megalakult Dél-afrikai Unió első miniszterelnöke.

## Élete
1862. szeptember 27-én született Greytownban, az angol Natal kolónia területén. Louis Botha ősei a Közép-Németországi Türingia tartományából vándoroltak be. 1672-ben egy fiatal katona, Frederich Boot (Botha) megérkezett Fokvárosba és később a város szabad polgára lett. Louis Botha apai nagyapja Fülöp Rudolf, részt vett a Nagy Trekben. Louis a 13 gyerek között kilencedikként született. A család Oranje Szabadállam közelébe költözött 1869-ben.
1880-ban kitört az első búr háború. Botha hallotta, hogy a brit kémek átlépték a Vaalt evezős csónakok segítségével, minek hatására az angolok szabadon garázdálkodtak a partvidéken. Elhatározta, hogy szétrombolja a britek pontonhídjait és átkelő csónakjait.
1897-ben tagja lett Transvaal parlamentjének.

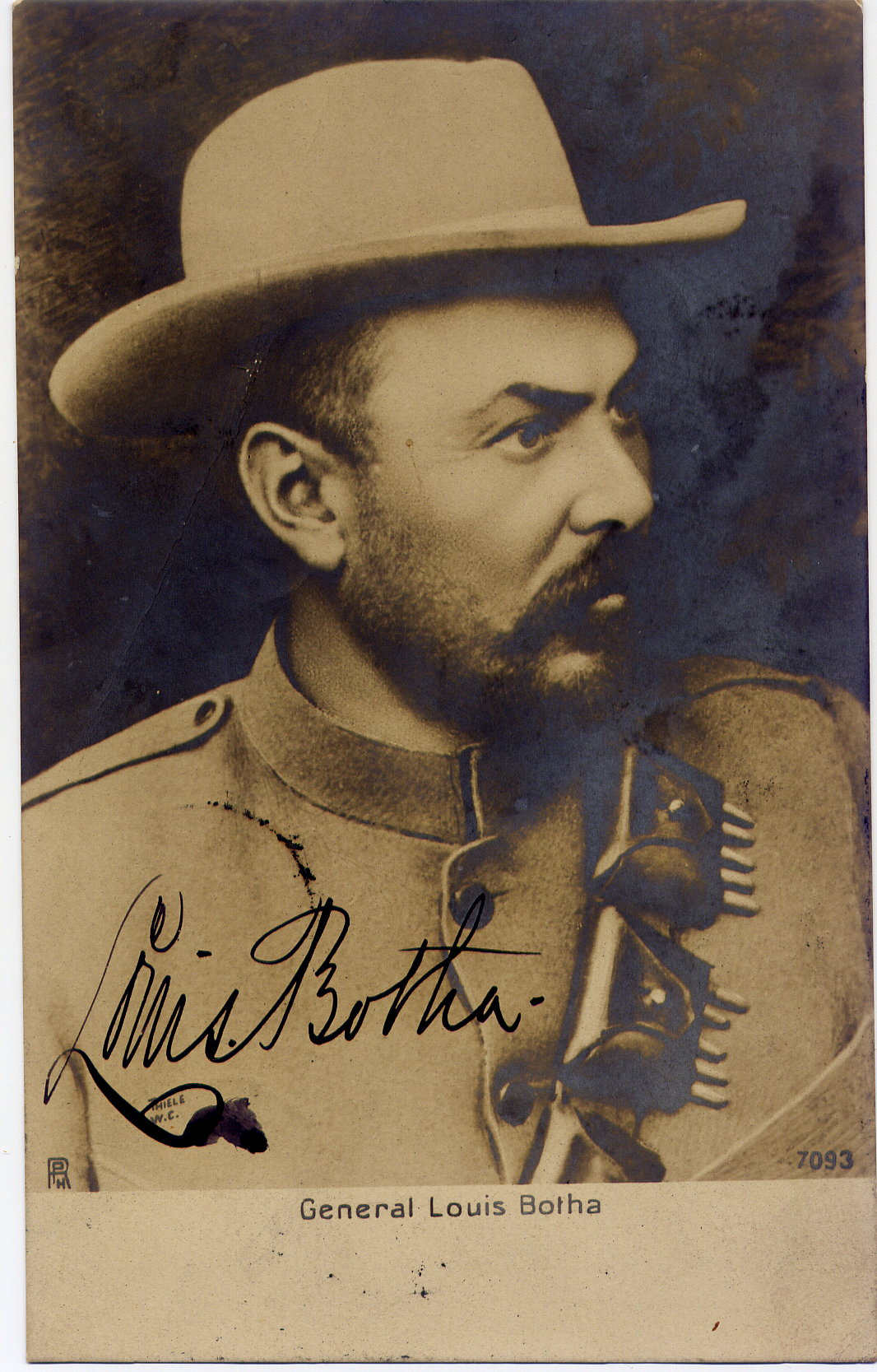
Louis Botha búr tábornok egyenruhában, a második búr háborúban.

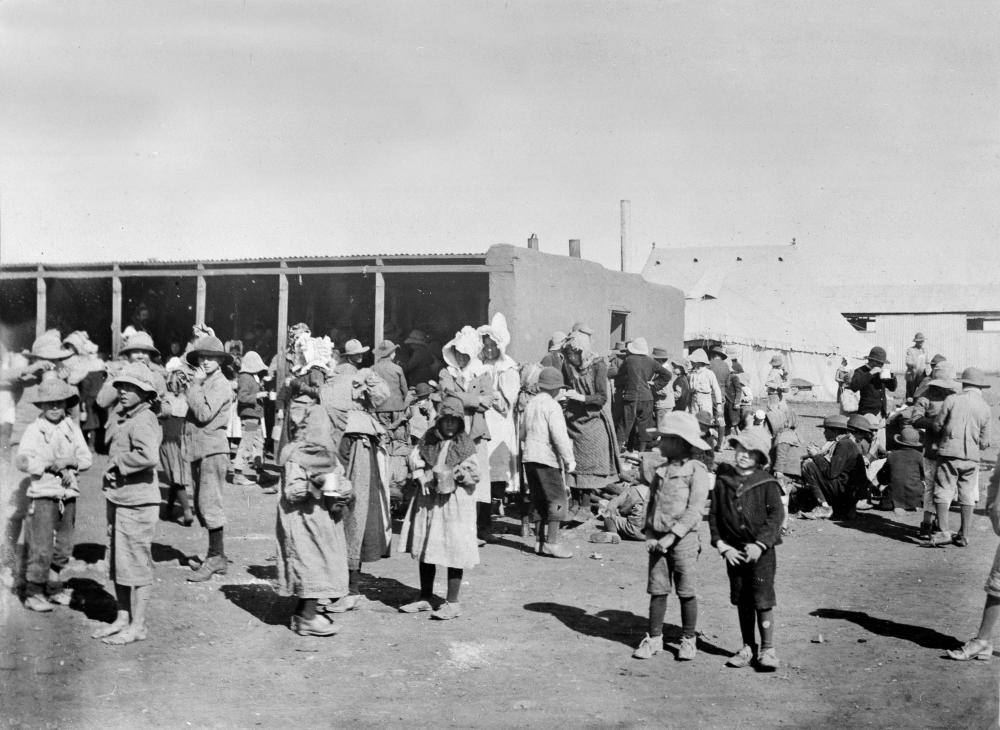
Búr asszonyok és leányok egy koncentrációs táborban

Miután kitört a második búr háború, Botha is fegyvert fogott. Ő ejtette fogságba az akkor még csak egyszerű katona Winston Churchillt, akivel később a háború után egy ebéd közben találkozott is. A vasútvonalak a britek kezeiben voltak, ezért Botha visszatért a gerillataktikához. A búrok nagy bátorsággal és hazafisággal harcoltak, de az elfogott briteknek gyakran nem kegyelmeztek. Mindennapossá váltak a brit készletek kirablásai, melyeket Botha rendelt el. Az általa vezette erők verték szét a colensói és a Spion Kop-i csatában a brit erőket, fényes győzelmet könyvelve el. Nem sokkal ez után őt választották a búr hadsereg vezetőjévé. Ekkor viszont kezdett megfordulni a hadiszerencse és kénytelenek voltak 2,5 év után békét kötni. 1902-ben aláírta a békeszerződést. Botha tiltakozott a koncentrációs táborok ellen.
Nagy-Britanniában a polgárság az 1905-ös választásokon a Liberális Pártra adta legtöbb szavazatát. 1907-ben őt kérte fel a brit kormány Transvaal tartomány kormányzására. Botha fáradhatatlanul dolgozott a Brit Birodalommal való megbékélésen. Munkája végül eredményt ért el és létrehozták a független Dél-afrikai Uniót. 1911-ben létrehozta az Egységes Dél-afrikai Pártot. Az első világháború kirobbanásakor azonnal felajánlotta segítségét a briteknek és csapatokat küldött Német Délnyugat-Afrika ellen, ami viszont hatalmas búr felkeléshez vezetett (Maritz-felkelés), ennek következtében épphogy csak hatalmon tudott maradni.
Botha vezette az Unió csapatait Délnyugat-Afrikában, négy irányból rohanták le a német pozíciókat és hosszú harcokat vívtak velük. 1915 július elején a németek megadták magukat, de a teljes békekötésig, a párizsi békeszerződésekig várni kellett. Az 1915-ös választások nagyon viharosak voltak. Bothát támadták a nyelvi egyenlőség bevezetésének elmaradása miatt. A dél-afrikai nacionalisták folyton hangoztatták Botha hibáit, így támogatottságát elvesztette. Bár az SAP nyerte meg a választásokat, a miniszterelnök nem szerezte meg a többséget a parlamentben.
Részt vett a párizsi békeszerződéseken, ahol tiltakozott a központi hatalmak országaival szembeni durva bánásmód miatt, de érvei nem sokat változtattak az antant képviselőinek döntésein. 1919. augusztus 27-én halt meg Pretoriában, halálát spanyolnátha és szívelégtelenség okozta. Utódja a miniszterelnöki székben barátja, Jan Christiaan Smuts lett.

## Emlékezete
- A Durbani repülőtér régi neve Louis Botha repülőtér volt.
- Róla nevezték el Johannesburg egyik főutcáját.

## Kapcsolódó oldalak
- Első búr háború
- Második búr háború
- Afrikai front (első világháború)
- Brit Birodalom
- Búrok